# Federație
Acest articol se referă la modul de organizare federal al unor state. Pentru alte înțelesuri, vezi: Federație (dezambiguizare).
O federație (din limba latină fœdus) este un stat compus dintr-un număr de state (mai mici) care au transferat o mare parte din suveranitatea lor unei entități supraordonate lor, numită "guvern central" sau și "guvern federal". 
Într-o federație, statutul de autoguvernare al statelor componente este stabilit prin constituția federală; el nu poate fi schimbat prin hotărârea unilaterală a guvernului central. 
Statele membre nu au drept de secesiune unilaterală, iar domenii precum politica externă țin strict de competențele federale. 
Federațiile pot fi și multietnice, sau pot acoperi și regiuni geografice foarte mari, deși nici una dintre aceste caracteristici de mai dinainte nu sunt condiții absolut necesare. Federațiile sunt constituite, de cele mai multe ori, pe acordul inițial al unui număr de state suverane. Cele mai cunoscute federații din zilele noastre sunt: Australia, Brazilia, Canada, Germania, India, Rusia și Statele Unite ale Americii. Forma de structură constituțională ce se întâlnește în cazul unei federații se numește "federalism".

### State federale  contemporane
| Anul fondării | Federație                      | Unități federale                                     | Unități federale mari                                                                               | Unități federale mici                                                            | Tip |
| ------------- | ------------------------------ | ---------------------------------------------------- | --------------------------------------------------------------------------------------------------- | -------------------------------------------------------------------------------- | --- |
| 1853          | Argentina                      | Provinces of Argentina                               | 23 provinces                                                                                        | 1 autonomous city                                                                | R   |
| 1901          | Australia                      | States and territories of Australia                  | 6 states                                                                                            | 3 federal territories (of which 2 are self-governing) and 7 external territories | M   |
| 1920          | Austria                        | States of Austria                                    | 9 Länder or Bundesländer                                                                            |                                                                                  | R   |
| 1970          | Belgium                        | Divisions of Belgium                                 | 3 communities, 3 regions                                                                            |                                                                                  | M   |
| 1995          | Bosnia and Herzegovina         | Divisions of Bosnia and Herzegovina                  | 2 entities                                                                                          | [ t 3 ]                                                                          | R   |
| 1889          | Brazil                         | States of Brazil                                     | 26 states                                                                                           | 1 federal district                                                               | R   |
| 1867          | Canada                         | Provinces and territories of Canada                  | 10 provinces                                                                                        | 3 territories                                                                    | M   |
| 1975          | Comoros                        | Autonomous Islands of the Comoros                    | 3 islands                                                                                           |                                                                                  | R   |
| 1995          | Ethiopia                       | Regions of Ethiopia                                  | 9 regions                                                                                           | 2 chartered cities                                                               | R   |
| 1949          | Germany                        | States of Germany                                    | 16 Länder or Bundesländer                                                                           |                                                                                  | R   |
| 1950          | India                          | States and territories of India                      | 29 States                                                                                           | 7 Union Territories, including a National Capital Territory                      | R   |
| 2005          | Iraq                           | Governorates of Iraq                                 | 18 provinces                                                                                        |                                                                                  | R   |
| 1963          | Malaysia                       | States of Malaysia                                   | 13 states                                                                                           | 3 federal territories                                                            | M   |
| 1821          | Mexico                         | States of Mexico                                     | 31 states                                                                                           | 1 federal district                                                               | R   |
| 1979          | Federated States of Micronesia | Administrative divisions of Micronesia               | 4 states                                                                                            |                                                                                  | R   |
| 2015          | Nepal                          | Provinces of Nepal                                   | 7 provinces                                                                                         |                                                                                  | R   |
| 1963          | Nigeria                        | States of Nigeria                                    | 36 states                                                                                           | 1 federal capital territory                                                      | R   |
| 1956          | Pakistan                       | Provinces and territories of Pakistan                | 4 provinces                                                                                         | 4 federal territories including a federal capital territory                      | R   |
| 1918          | Russia                         | Federal subjects of Russia                           | 46 oblasts, 22 republics, 9 krais, 4 autonomous okrugs, 3 federal-level cities, 1 autonomous oblast |                                                                                  | R   |
| 1983          | Saint Kitts and Nevis          | The islands St. Kitts and Nevis                      | 2 islands                                                                                           |                                                                                  | M   |
| 2012          | Somalia                        | Federal Member States of Somalia                     | 18 states                                                                                           |                                                                                  | R   |
| 2011          | South Sudan                    | States of South Sudan                                | 10 states                                                                                           |                                                                                  | R   |
| 1956          | Sudan                          | States of Sudan                                      | 17 states                                                                                           |                                                                                  | R   |
| 1848          | Switzerland                    | Cantons of Switzerland                               | 26 cantons                                                                                          |                                                                                  | R   |
| 1971          | United Arab Emirates           | Emirates of the UAE                                  | 7 emirates                                                                                          |                                                                                  | M   |
| 1776          | United States of America       | Diviziunile politice ale Statelor Unite ale Americii | 50 de state și un district federal (Washington, D.C.)                                               | 1 district federal și 14 (5 permanent locuite și 9 nelocuite) teritorii          | R   |
| 1863          | Venezuela                      | States of Venezuela                                  | 23 states                                                                                           | 1 federal district, 1 federal dependency                                         | R   |